# Sökare
En sökare används vid fotografering för att komponera bilden. I sin enklaste form består den av en siktpunkt plus en ram. Siktpunkten kan till exempel utgöras av ett hål i en plåt eller ett okular med en glasskiva eller lins. Ramen kan vara öppen, inbyggd eller uppfällbar. Ramsökaren är ibland försedd med enkel lins som ger en något mindre bild i sökaren.
Några sökartyper är:
- ramsökare
- spegelreflexsökare
- mattskiva
- briljantsökare (spegelsökare)

## Sökartyper

### Ramsökare
Denna enkla sökare finns på enkla kameror även nu för tiden (till exempel engångskameror). Sökaren är då inbyggd och motivet avgränsas av vad man ser inom ramen. Vid fotografering på korta avstånd uppstår parallaxfel.
Ramsökare används ofta på undervattenskameror och ger där en effektiv metod för att komponera bilden.
Kuriosa: Den svenska specialgjorda rymdkameran (Hasselbladskameran) var försedd med ramsökare.

### Spegelreflexsökare
Sökaren finns i två olika utföranden. I den tvåögda spegelreflexkameran används två objektiv, det ena för sökarbilden (komposition och fokusering) och det andra för att exponera bilden. Denna lösning ger störande parallax på korta avstånd.
I den enögda spegelreflexkameran används ett och samma objektiv för fokusering och exponering. Under själva exponeringen fälls spegeln upp och återgår sedan i sitt ursprungliga läge. Sökarbilden blir svart under exponeringen. Uppfällningen av spegeln kan ge upphov till vibrationer och därmed oskärpa i bilden vid långa exponeringar. I vissa kameror finns därför möjlighet att före exponeringen fälla upp spegeln.
Bilden som ges via spegeln blir spegelvänd. De flesta spegelreflexkameror har därför ett prisma över mattskivan som rättvänder bilden. På mer avancerade kameror kan dessutom prismat vara avtagbart och ge möjlighet till val av olika specialsökare.

### Mattskiva
Mattskiva användes i de äldre storformatskamerorna för att komponera och fokusera motivet. Mattskivan togs sedan bort och ersattes med en bladfilmskassett.
Mattskiva förekommer även som del i spegelreflexkamerorna. Motivet vinklas upp med hjälp av en spegel och fokuseras på mattskivan (i dagens kameror dock inte lika utpräglat "matta" som i tidigare kameror) som i kameran är placerad på ett avstånd från objektivet som motsvarar avståndet till filmen då spegeln fälls upp.

### Briljantsökare

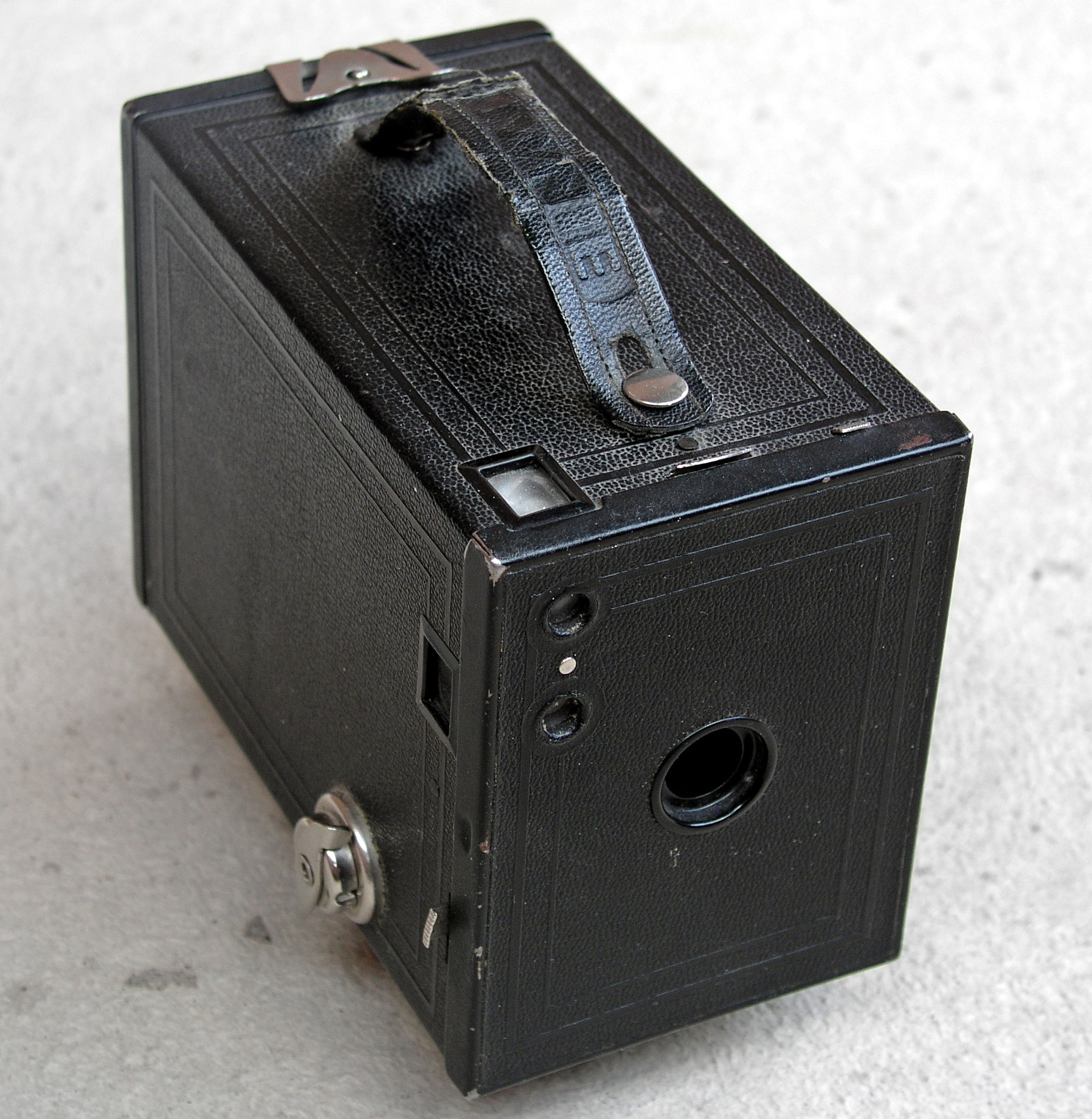
Kodak Brownie-kameran var försedd med två briljantsökare för liggande respektive stående format.

Användes i fotograferingens barndom som sökare i lådkameror och på bälgkameror. Briljantsökaren bestod av en snedställd spegel, som vinklade upp en spegelvänd bild emot en mattskiva. Bilden blev liten och några detaljer kunde inte urskiljas. Sökaren användes i "maghöjd" och gav "magperspektiv" på bilderna. Sökartypen används inte längre.